# 헬로 마이 안드로이드
《헬로 마이 안드로이드》은 매주 화요일 고선영 작가가 다음 웹툰에서 연재하는 웹툰이다. 시즌 1은 2019년 4월 23일에 완결되었으며 2019년 9월 24일에 시즌 2가 시작되었다.

## 등장인물

### 사이다
클러스터 고등학교 2학년 학생.

### 사이다의 엄마 (가칭)
천재 공학자였지만 사이다를 지키기 위해 희생했다.

### 신콜라
사이다의 아들이다. 미래의 사이다 박사가 만든 안드로이드. 사이다를 사고로부터 지켜주기 위해 사이다가 고등학교 2학년인 시간대로 타임워프를 했다. 특이하게 안드로이드임에도 불구하고 감정을 잘 느낀다. M.키스를 첫번째 목격했을 때, 어느 페어리와 싸우게 되었고 상처를 입게 되었는데, 그 이후로 계속 M.키스를 만날 때마다 갑자기 오류가 나고 과거의 기억이 뒤죽박죽 떠오르게 되었다. 오른쪽 가슴에 있는 심장이 약점. 페어리를 조종한 것과 공격을 할 수 없는 바이러스를 심은 것은 M.키스라고 하지만 이런 오류를 만들지는 않았다고 한다. 오류가 생성된 것은 의문. M.키스를 죽인 이후, 머리 색깔이 하늘색에서 완전히 검은색으로 변했다.

### 류환타
사이다와 신콜라와 친해지게 되었다.

### 류환타의 엄마
페어리 협회의 팀장이다.

### 정페퍼
고등학교 3학년 학생. 전교1등 이과형 천재이다. 현재 소설을 쓰는 일을 하고 있지만 동물을 좋아해서 수의사가 되고 싶다고 한다. 체리라는 반려견을 키웠었다. 동성부부에 의해 키워진 것을 보아 입양된 듯하다.

### 정승우 (정아빠)
정페퍼의 아빠. TSU의 아나운서이고 동성부부이다.

### 윤아빠
정페퍼의 아빠. 동성부부이다.

### M.키스
사이다를 죽이려는 안드로이드. 페어리를 조종할 수 있다. 사이다의 부모님이 죽게 하고, 사이다의 다리를 다치게 한 인물로 추정. 미래에 콜라가 만들어지는 것을 막기위해 사이다를 죽이려고 하고 있다. 콜라를 없애려는 이유는 M.키스를 만든 사람에게 적대적인 존재이기 때문.

## 기타
- 주요 등장인물의 이름이 모두 음료수의 이름이다.

'사이다', 신'콜라', 류'환타', 정'페퍼'(닥터 페퍼), M.키스(밀키스)